# 圣奥波蒂娜
圣奥波蒂娜（法語：Sainte-Opportune，法語發音：[sɛ̃t ɔpɔʁtyn] ⓘ）是法国奥恩省的一个市镇，属于阿让唐区。

## 地理
圣奥波蒂娜（48°44'32"N, 0°24'59"W）面积8.46 平方千米，位于法国诺曼底大区奧恩省，该省份为法国西北部内陆省份，北起顺时针与卡爾瓦多斯省、厄尔省、厄尔-卢瓦省、萨尔特省、马耶讷省和芒什省接壤。
与圣奥波蒂娜接壤的市镇（或旧市镇、城区）包括：乌尔姆地区贝卢、布里尤兹、克拉梅尼勒、迪尔塞、阿蒂斯-瓦勒德鲁夫尔。

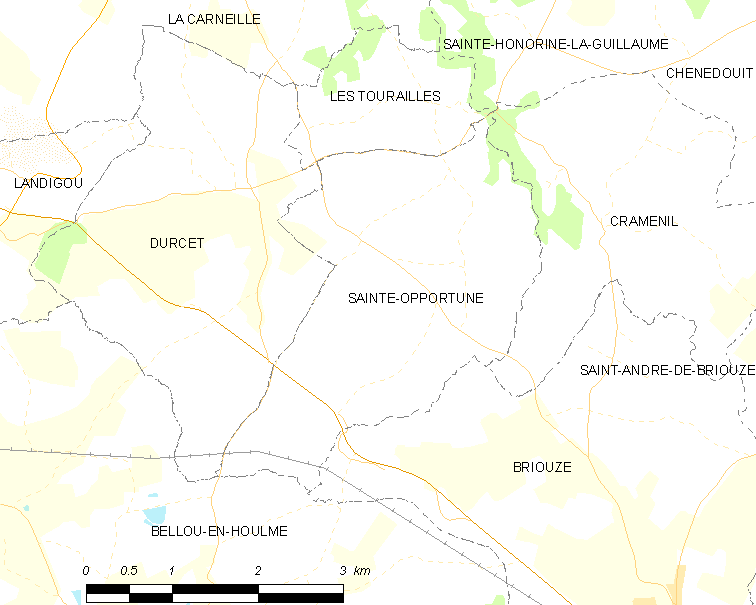
圣奥波蒂娜的OSM定位图

圣奥波蒂娜的时区为UTC+01:00、UTC+02:00（夏令时）。

## 行政
圣奥波蒂娜的邮政编码为61100，INSEE市镇编码为61436。

## 政治
圣奥波蒂娜所属的省级选区为阿蒂斯-瓦勒德鲁夫尔县。

## 人口

1962-2008年间圣奥波蒂娜人口变化图示

圣奥波蒂娜于2022年1月1日时的人口数量为243人。